# Söderköping (Gemeinde)
Koordinaten: 58° 29′ N, 16° 20′ O

Söderköping ist eine Gemeinde (schwedisch kommun) in der schwedischen Provinz Östergötlands län und der historischen Provinz Östergötland. Der Hauptort der Gemeinde ist Söderköping. Weitere Ortschaften sind Östra Ryd, Snöveltorp, Västra Husby sowie weitere kleinere Dörfer.

## Geographie

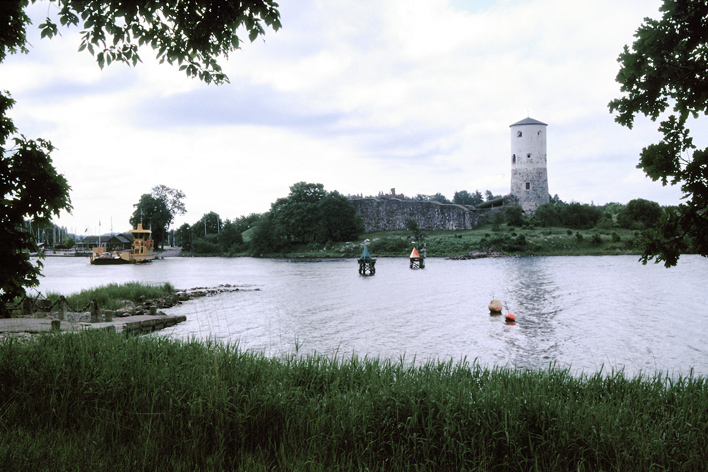
Burgruine Stegeborg

Söderköping ist eine Küstengemeinde an der Ostsee. Die Küste ist geprägt von den zahlreichen vorgelagerten Schären (Sankt Annas skärgård), von denen die landnahen Schären landwirtschaftlich genutzt werden. Abgesehen vom stark gegliederten Küstengebiet und der Bucht Slätbaken, die sich an der nördlichen Gemeindegrenze tief in das Land hinein erstreckt, ist das Gemeindegebiet von einer Hügellandschaft geprägt. Während die Hügel meist bewaldet sind, sind die Täler offen und landwirtschaftlich genutzt.

## Wirtschaft
Landwirtschaft und Industrie spielen in der Gemeinde nur eine bescheidene Rolle. Der wichtigste Wirtschaftszweig ist der Fremdenverkehr, der aufgrund der Schären, des Göta-Kanals und des Kurbetriebes in Söderköping eine lange Tradition hat. Direkt an der Küste liegt die Burgruine Stegeborg, die Geburtsort und Residenz des Königs Johan III. war.